# Episodi di M*A*S*H (ottava stagione)
L'ottava stagione della serie televisiva M*A*S*H è andata in onda negli Stati Uniti d'America dal 17 settembre 1979 al 24 marzo 1980.
| nº | Titolo originale        | Titolo italiano                | Prima TV USA      | Prima TV Italia |
| -- | ----------------------- | ------------------------------ | ----------------- | --------------- |
| 1  | Too Many Cooks          | Troppi cuochi                  | 17 settembre 1979 |                 |
| 2  | Are You Now, Margaret?  | Ah sei tu Margaret             | 24 settembre 1979 |                 |
| 3  | Guerilla My Dreams      | Guerriglia che passione        | 1º ottobre 1979   |                 |
| 4  | Good-Bye Radar: Part 1  | Addio Radar (part 1)           | 8 ottobre 1979    |                 |
| 5  | Good-Bye Radar: Part 2  | Addio Radar (part 2)           | 15 ottobre 1979   |                 |
| 6  | Period of Adjustment    | Periodo di adattamento         | 22 ottobre 1979   |                 |
| 7  | Nurse Doctor            | Il medico delle infermiere     | 29 ottobre 1979   |                 |
| 8  | Private Finance         | Finanze private                | 5 novembre 1979   |                 |
| 9  | Mr. and Mrs. Who?       | Signora e Signor...chi         | 12 novembre 1979  |                 |
| 10 | The Yalu Brick Road     | La lunga strada di Yalu        | 19 novembre 1979  |                 |
| 11 | Life Time               | Tutta una vita                 | 26 novembre 1979  |                 |
| 12 | Dear Uncle Abdul        | Caro zio Abdul                 | 3 dicembre 1979   |                 |
| 13 | Captains Outrageous     | Capitani coraggiosi            | 10 dicembre 1979  |                 |
| 14 | Stars and Stripes       | Stelle e strisce               | 17 dicembre 1979  |                 |
| 15 | Yessir, That's Our Baby | Sissignore è il nostro bambino | 31 dicembre 1979  |                 |
| 16 | Bottle Fatigue          | Esaurimento da bottiglia       | 7 gennaio 1980    |                 |
| 17 | Heal Thyself            | Curarsi da soli                | 14 gennaio 1980   |                 |
| 18 | Old Soldiers            | Vecchi soldati                 | 21 gennaio 1980   |                 |
| 19 | Morale Victory          | Vittoria morale                | 28 gennaio 1980   |                 |
| 20 | Lend a Hand             | Darsi una mano                 | 4 febbraio 1980   |                 |
| 21 | Goodbye, Cruel World    | Addio Mondo Crudele            | 11 febbraio 1980  |                 |
| 22 | Dreams                  | Sogni                          | 18 febbraio 1980  |                 |
| 23 | War Co-Respondent       | Co-imputato di guerra          | 3 marzo 1980      |                 |
| 24 | Back Pay                | Paghe arretrate                | 10 marzo 1980     |                 |
| 25 | April Fools             | Follie d'aprile                | 24 marzo 1980     |                 |